# Silvianthus tonkinensis
Silvianthus tonkinensis är en tvåhjärtbladig växtart som först beskrevs av François Gagnepain, och fick sitt nu gällande namn av Colin Ernest Ridsdale. Silvianthus tonkinensis ingår i släktet Silvianthus och familjen Carlemanniaceae. Inga underarter finns listade i Catalogue of Life.